# Digigravura

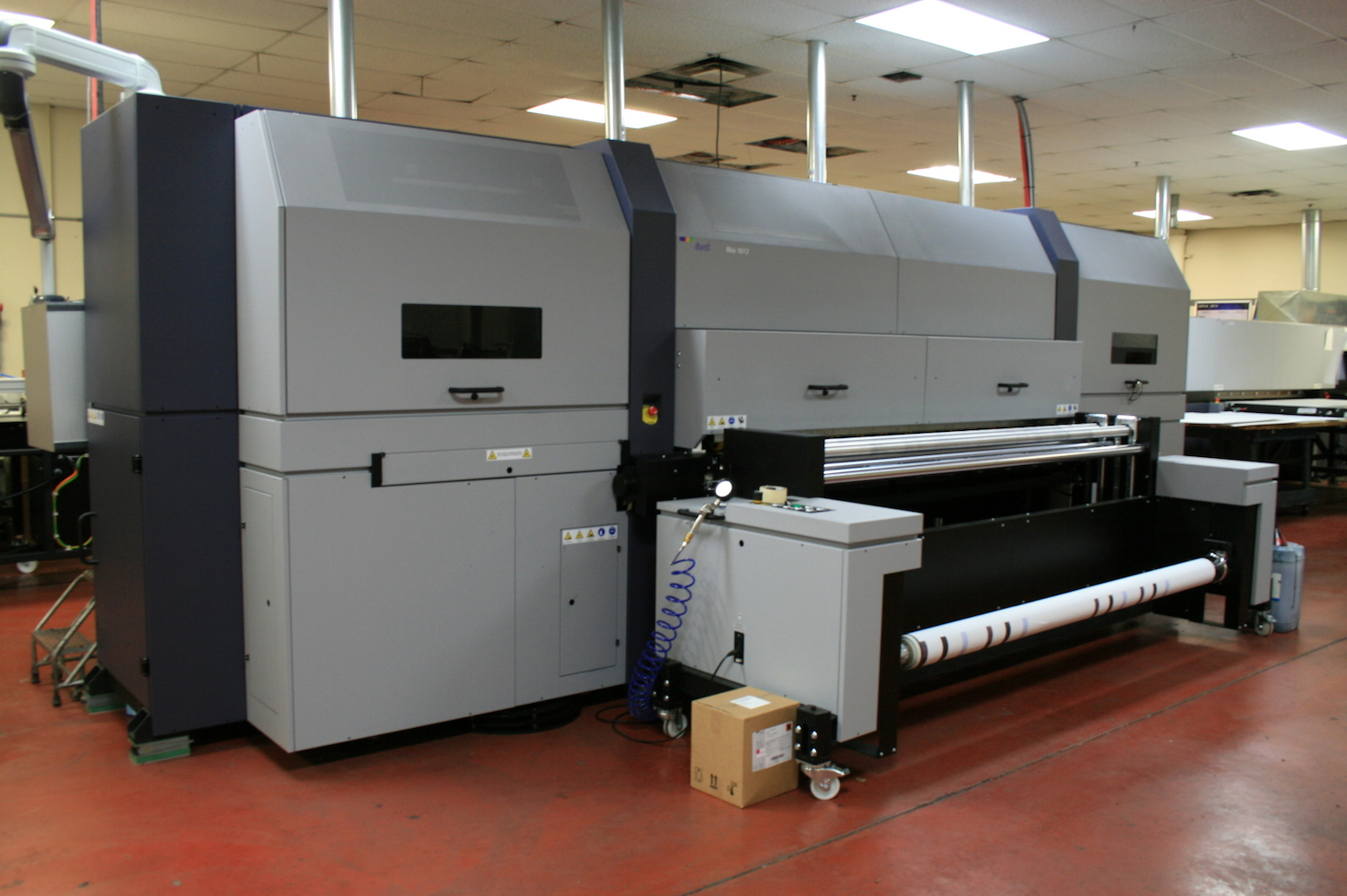
Impressora digital de 1000 dpi.

A digigravura, conhecida também como digigrafia, gravura digital ou infografia, é um processo contemporâneo de gravação de imagens por meios digitais.
A impressão pode ser feita em papéis ou telas (canvas). A digigravura pertence ao domínio da arte digital e pode ser produzida em tiragens limitadas. Como em qualquer tipo de gravura, os originais produzidos são numerados e assinados pelo artista.
As imagens para digigrafia devem de ser de muito alta resolução, digitalizadas à proporção de 1:1, as cores tem de ser fieis a 90% em relação ao original, e as impressoras são próprias para este fim e usam tintas de arquivo.[carece de fontes?]